# 알제리 전투
《알제리 전투》(La Battaglia Di Algeri, The Battle Of Algiers)는 알제리에서 제작된 질로 폰테코르보 감독의 1966년 드라마, 전쟁 영화이다. 브라힘 하쟈드 등이 주연으로 출연하였고 야세프 사디 등이 제작에 참여하였다.
사회정치적 논란의 주제가 된 이 영화는 프랑스에서 5년 간 상영되지 못하다가 1971년 개봉되었다.

## 출연

### 주연
- 브라힘 하쟈드
- 장 마틴

### 조연
- 야세프 사디
- 사미아 커바쉬
- 모하메드 벤 카슨
- 미첼 커바쉬
- 프랑코 모리시
- 진 웨슨

## 기타
- 미술: 세르지오 카네바리
- 세트: 세르지오 카네바리